# Cyrille van Hauwaert
Cyrille van Hauwaert (Moorslede, 16 de diciembre de 1883 - Zellik, 15 de febrero de 1974) fue un ciclista belga que corrió entre 1907 y 1915. 
Sus victorias más significativas fueran a las clásicas Burdeos-París (1907, 1909), Milà-San Remo (1908) y París-Roubaix (1908), así como una etapa del Tour de Francia de 1909.

## Palmarés
- 1907
  - 1º en la Burdeos-París
- 1908
  - 1º en la Milán-San Remo
  - 1º en la París-Roubaix
- 1909
  - Campeón de Bélgica en ruta 
  - 1º en la Burdeos-París
  - Vencedor de una etapa al Tour de Francia
- 1910
  - 1º en la París-Dirijan
- 1914
  - 1º en los Seis días de Bruselas (con John Stol)
- 1915
  - 1º en los Seis días de Bruselas (con Joseph van Bever)

### Resultados al Tour de Francia
- 1907. Abandona (10.ª etapa)
- 1908. Abandona (6ª etapa)
- 1909. 5º a la clasificación general y vencedor de una etapa. Trae el maillot amarillo durante 1 etapa
- 1910. 4º a la clasificación general
- 1911. 12º a la clasificación general
- 1912. 28º a la clasificación general